# Campo de Almas (álbum)
Con un pie en la efervescencia melódica y otro en la introspección rockera, Campo de Almas irrumpe en la escena peruana con su debut homónimo, un disco que destila corazón y actitud. Publicado por Sony Music y grabado en el estudio Villa Rubí de Lima bajo la producción de Luis “Wicho” García (Mar de Copas), Campo de Almas es una carta de amor al rock alternativo, tejida con la pasión de una banda que suena como si hubiera nacido para los escenarios. Integrada por Esteban Gayoso (guitarra), Benjamín Gayoso (bajo), Gabriel Sotillo (voz) y Álvaro Fernández (batería), la agrupación trujillana entrega un trabajo vibrante que, aunque no siempre alcanza la perfección, deja claro que tienen algo especial.
El álbum arranca con “Adiccion”, un tema que combina la urgencia jangle de R.E.M. con la energía cruda de Teenage Fanclub. La guitarra de Esteban Gayoso brilla con riffs que cortan como cuchillos, mientras la voz de Gabriel Sotillo destila una mezcla de vulnerabilidad y desafío. “Tan Lejos” sigue, un corte que evoca el pop luminoso de los Beach Boys, con armonías que flotan sobre el bajo firme de Benjamín Gayoso y los redobles precisos de Álvaro Fernández. La producción de Wicho García mantiene todo en su lugar, con un sonido limpio pero sin perder la garra de una banda en plena efervescencia.
Los mejores momentos llegan cuando Campo de Almas se sumerge en la emoción pura. “Tus alas caerán” es una joya melancólica, elevada por la flauta traversa de Ricardo Larco y el violín de Nilo Borges, que añaden una capa de sofisticación etérea. “Sangrar”, por su parte, es el alma del disco: una balada rock que recuerda los días más introspectivos de The Who, con Sotillo entregando una interpretación que eriza la piel y un solo de guitarra de Gayoso que se clava en el pecho. La participación del violín de Nilo Borges, que añaden una capa de sofisticación etérea 
En ciertos momentos, la banda parece apoyarse demasiado en sus influencias —Teenage Fanclub, Beach Boys, The Who, R.E.M.—, lo que hace que el disco, por instantes, se sienta más como un homenaje que como una voz completamente original. Sin embargo, estos tropiezos son menores frente a la energía y la honestidad que Campo de Almas inyecta en cada pista.
Lo que hace que Campo de Almas resuene es su capacidad para transformar lo cotidiano en épico. Las letras, firmadas principalmente por Esteban y Benjamín Gayoso, hablan de amores imposibles, distancias insalvables y luchas internas con una poesía que conecta sin esfuerzo. La incorporación de músicos invitados como Tavo Castillo (teclados, coros), Ricardo Larco (flauta traversa) y Nilo Borges (violín) aporta una dimensión adicional, especialmente en tracks como “Ansiedadl”, donde los arreglos orquestales dan un giro inesperado al sonido de la banda.
Campo de Almas es un debut que no busca reinventar el rock, pero sí reclamar un espacio en él. Con un cuarteto sólido y la guía de Wicho García, la banda trujillana establecida en Lima,  entrega un disco que vibra con la promesa de algo más grande. Si logran afinar su identidad y arriesgarse aún más, el futuro les pertenece. Por ahora, Campo de Almas es una invitación a perderse en sus melodías y dejar que te rompan el corazón un poco.
Canciones clave: “Adicción”, “Arial”, “Tus alas Caerán”
Campo de Almas es el primer disco de la banda de rock Campo de Almas lanzado en diciembre de 2000. El tema "Cuando pienso y estoy solo" ocupó el primer puesto durante 3 semanas en el ranking semanal de los 10 más pedidos y el puesto 20 en el ranking Los 100 + pedidos del 2002. 
También fueron estrenados en Mtv, Miedo a volar, arial y tus alas caerán, siendo la primera banda peruana en tener 4 videos en Heavy rotation en esa cadena internacional.

## Lista de canciones
1. «Adicción» ( E. Gayoso)
2. «Arial» (E. Gayoso / B. Gayoso)
3. «Volver a soñar» (E. Gayoso)
4. «Tus alas caerán» ( E.Gayoso/L. Santa María
5. «Ansiedad» (E.Gayoso/B.Gayoso)
6. «Cuando pienso y estoy solo» (E. Gayoso)
7. «Tan lejos» (E. Gayoso)
8. «Sangrar» (E. Gayoso)
9. «Miedo a volar» (Gerard Love)
10. «Algo de mí» (E. Gayoso)
11. «Solo busco mi libertad» ( E. Gayoso)
12. «El bar» (E. Gayoso)
13. «Respirar» ( E. Gayoso / R. de Montreuil)
14. «Me enfrenté a la ley» (S. Curtis)
15. «Paseo maldito» (E. Gayoso / R. de Montreuil)
16. «Solo para mis amigos» (E. Gayoso)

Personal
- Esteban Gayoso : Guitarra

- Benjamin Gayoso : Bajo

- Álvaro Fernández : bateria

- Gabriel Sotillo : voz

Músicos Invitados:
- Ricardo Larco : Flauta

- Nilo Borges : Violin

- Octavio Castillo : Slide / mandolina

- Luis Wicho García: Coros